# وولفگانگ گونکل
وولفگانگ گونکل (انگلیسی: Wolfgang Gunkel; ۱۵ ژانویهٔ ۱۹۴۸ – ۲۰ مهٔ ۲۰۲۰) قایقران روئینگ اهل آلمان بود.
وی در مسابقات کشوری و بین‌المللی در مجموع برندهٔ ۴ مدال طلا، ۲ مدال نقره شده‌است.